# Unterseeboot UC-27
Pour les autres navires du même nom, voir Unterseeboot 27.
L'Unterseeboot UC-27 est un sous-marin (U-Boot) mouilleur de mines allemand de type UC II utilisé par la Kaiserliche Marine pendant la Première Guerre mondiale. Le U-boot a été commandé le 29 août 1915 et lancé le 28 juin 1916. Il a été mis en service dans la marine impériale allemande le 25 juillet 1916 sous le nom de UC-27. En 14 patrouilles, l'UC-27 a coulé 58 navires, soit par ses torpilles, soit par les mines qu’il a posées. Le SS Skifted quitta Mariehamn à 8 h 30 le 14 décembre 1916, transportant 56 militaires, 7 ouvriers, 15 membres de l’équipage et 13 civils, soit un total de 91 personnes. Une heure plus tard, il a été touché par les mines posées par l'UC-27 et a coulé peu après près de Ledsun, sur le territoire de la municipalité d’Åland, dans le Lemland. 86 personnes sont mortes. 
L'UC-27 s’est rendu à la France le 3 février 1919 et fut démantelé à Landerneau en juillet 1921.

## Conception
Sous-marin de type UC II, l'UC-27 avait un déplacement de 400 tonnes en surface et de 480 tonnes en plongée. Il avait une longueur hors tout de 49,45 m, un maître-bau de 5,22 m et un tirant d'eau de 3,68 m. Le sous-marin était propulsé par deux moteurs diesel 6 cylindres à quatre temps produisant chacun 250 ch (180 kW), soit un total de 500 ch (370 kW), et par deux moteurs électriques produisant 460 ch (340 kW), actionnant deux arbres d'hélice.
Le sous-marin avait une vitesse maximale de 11,6 nœuds (21,5 km/h) en surface et de 6,6 nœuds (12,2 km/h) en immersion. Son autonomie était de 10040 milles marins (18590 km) à 7 nœuds (13 km/h) en surface, et de 53 milles marins (98 km) à 4 nœuds (7,4 km/h) en immersion. Il lui fallait 48 secondes pour plonger, et il était capable d’opérer à une profondeur maximale de 50 mètres.
L’UC-27 était équipé de trois tubes lance-torpilles de 500 mm, un à l’arrière et deux à l’avant, avec sept torpilles, et d’un canon de pont de 8,8 cm SK L/30. Mais son arme principale était ses six puits de mine de 1000 mm portant dix-huit mines UC 200. Son effectif était de vingt-six membres d’équipage.

## Affectations
- Flottille de la Baltique : du 15 septembre 1916 au 30 avril 1917
- Flottille de Pola / Mittelmeer / Mittelmeer II : du 30 avril 1917 au 11 novembre 1918

## Commandants
- Oberleutnant zur See Karl Vesper : du 25 juillet 1916 au 7 février 1917
- Kapitänleutnant Gerhard Schulz : du 8 février au 27 novembre 1917
- Kptlt. Wilhelm Canaris : du 28 novembre 1917 au 14 janvier 1918
- Oblt.z.S. Otto Gerke : du 15 janvier au 29 novembre 1918

## Navires coulés
| Date              | Nom                    | Nationalité            | Tonnage | Destin    |
| ----------------- | ---------------------- | ---------------------- | ------- | --------- |
| 28 octobre 1916   | Kazanetz               | Marine impériale russe | 580     | Coulé     |
| 7 novembre 1916   | Letun                  | Marine impériale russe | 1260    | Endommagé |
| 19 novembre 1916  | Rurik                  | Marine impériale russe | 15544   | Endommagé |
| 22 novembre 1916  | Fugas                  | Marine impériale russe | 150     | Coulé     |
| 18 décembre 1916  | Buki                   | Marine impériale russe | 4499    | Coulé     |
| 21 décembre 1916  | Skiftet                | Empire russe           | 336     | Coulé     |
| 6 avril 1917      | Narberth Castle        | United Kingdom         | 168     | Coulé     |
| 6 avril 1917      | Nestor                 | United Kingdom         | 176     | Coulé     |
| 12 avril 1917     | Ernst Sophie           | Empire russe           | 222     | Coulé     |
| 13 avril 1917     | Kariba                 | United Kingdom         | 3697    | Coulé     |
| 15 avril 1917     | Gretaston              | United Kingdom         | 3395    | Coulé     |
| 18 avril 1917     | Thomas                 | United Kingdom         | 132     | Coulé     |
| 26 avril 1917     | aoûta                  | Royaume d'Italie       | 686     | Coulé     |
| 26 avril 1917     | Gennarino              | Royaume d'Italie       | 248     | Coulé     |
| 16 juin 1917      | Emsli                  | Tunisie                | 31      | Coulé     |
| 16 juin 1917      | Kamouma                | Tunisie                | 18      | Coulé     |
| 16 juin 1917      | Kibira                 | Tunisie                | 8       | Coulé     |
| 16 juin 1917      | Liberté                | Tunisie                | 12      | Coulé     |
| 16 juin 1917      | Metlaoni               | Tunisie                | 30      | Coulé     |
| 17 juin 1917      | Argentina              | Royaume d'Italie       | 41      | Coulé     |
| 17 juin 1917      | Bell Angelina          | Royaume d'Italie       | 14      | Coulé     |
| 17 juin 1917      | Giuseppe S.            | Royaume d'Italie       | 20      | Coulé     |
| 17 juin 1917      | Luigina                | Royaume d'Italie       | 19      | Coulé     |
| 17 juin 1917      | San Antonio V          | Royaume d'Italie       | 23      | Coulé     |
| 18 juin 1917      | Bettina                | Royaume d'Italie       | 140     | Coulé     |
| 18 juin 1917      | Bianca B.              | Royaume d'Italie       | 329     | Coulé     |
| 18 juin 1917      | Letizia C.             | Royaume d'Italie       | 136     | Coulé     |
| 18 juin 1917      | Marietta B.            | Royaume d'Italie       | 53      | Coulé     |
| 18 juin 1917      | Paolina Aida           | Royaume d'Italie       | 250     | Coulé     |
| 19 juin 1917      | Amalia                 | Royaume d'Italie       | 22      | Coulé     |
| 19 juin 1917      | Antonio Balbi          | Royaume d'Italie       | 25      | Coulé     |
| 19 juin 1917      | Domenica Madre         | Royaume d'Italie       | 51      | Coulé     |
| 19 juin 1917      | La Michelina           | Royaume d'Italie       | 34      | Coulé     |
| 19 juin 1917      | Mistica Rosa           | Royaume d'Italie       | 31      | Coulé     |
| 19 juin 1917      | Raffaelo               | Royaume d'Italie       | 24      | Coulé     |
| 19 juin 1917      | Rosinella              | Royaume d'Italie       | 27      | Coulé     |
| 19 juin 1917      | S. Vincenzo Ferrari P. | Royaume d'Italie       | 52      | Coulé     |
| 19 juin 1917      | San Antonio            | Royaume d'Italie       | 28      | Coulé     |
| 19 juin 1917      | San Giovanni Battista  | Royaume d'Italie       | 32      | Coulé     |
| 20 juin 1917      | Ruperra                | United Kingdom         | 4232    | Coulé     |
| 23 juin 1917      | Jules                  | France                 | 49      | Coulé     |
| 26 juillet 1917   | Mooltan                | United Kingdom         | 9621    | Coulé     |
| 6 août 1917       | El Kaddra Nr. 53       | Tunisie                | 20      | Coulé     |
| 7 août 1917       | Esemplare              | Royaume d'Italie       | 999     | Coulé     |
| 12 septembre 1917 | Gibraltar              | United Kingdom         | 3803    | Coulé     |
| 16 septembre 1917 | Annina Capano          | Royaume d'Italie       | 250     | Coulé     |
| 17 septembre 1917 | Eugenio D.             | Royaume d'Italie       | 99      | Coulé     |
| 17 septembre 1917 | Muccio                 | Royaume d'Italie       | 137     | Coulé     |
| 23 septembre 1917 | Joaquina               | Espagne                | 69      | Coulé     |
| 23 septembre 1917 | Medie                  | France                 | 4770    | Coulé     |
| 26 février 1918   | Maltby                 | United Kingdom         | 3977    | Coulé     |
| 27 février 1918   | Machaon                | United Kingdom         | 6738    | Coulé     |
| 28 février 1918   | Savoyarde              | France                 | 30      | Coulé     |
| 4 mars 1918       | Clan Macpherson]       | United Kingdom         | 4779    | Coulé     |
| 8 mars 1918       | Ayr                    | United Kingdom         | 3050    | Coulé     |
| 1 mai 1918        | Matiana                | United Kingdom         | 5313    | Coulé     |
| 13 août 1918      | La Chaussade           | France                 | 4494    | Coulé     |
| 23 août 1918      | Australian Transport   | United Kingdom         | 4784    | Coulé     |
| 25 août 1918      | Willingtonia           | United Kingdom         | 3228    | Coulé     |
| 22 janvier 1919   | Torpilleur 325         | France                 | 100     | Coulé     |